# Kirche zum Heiligen Kreuz (Windbergen)

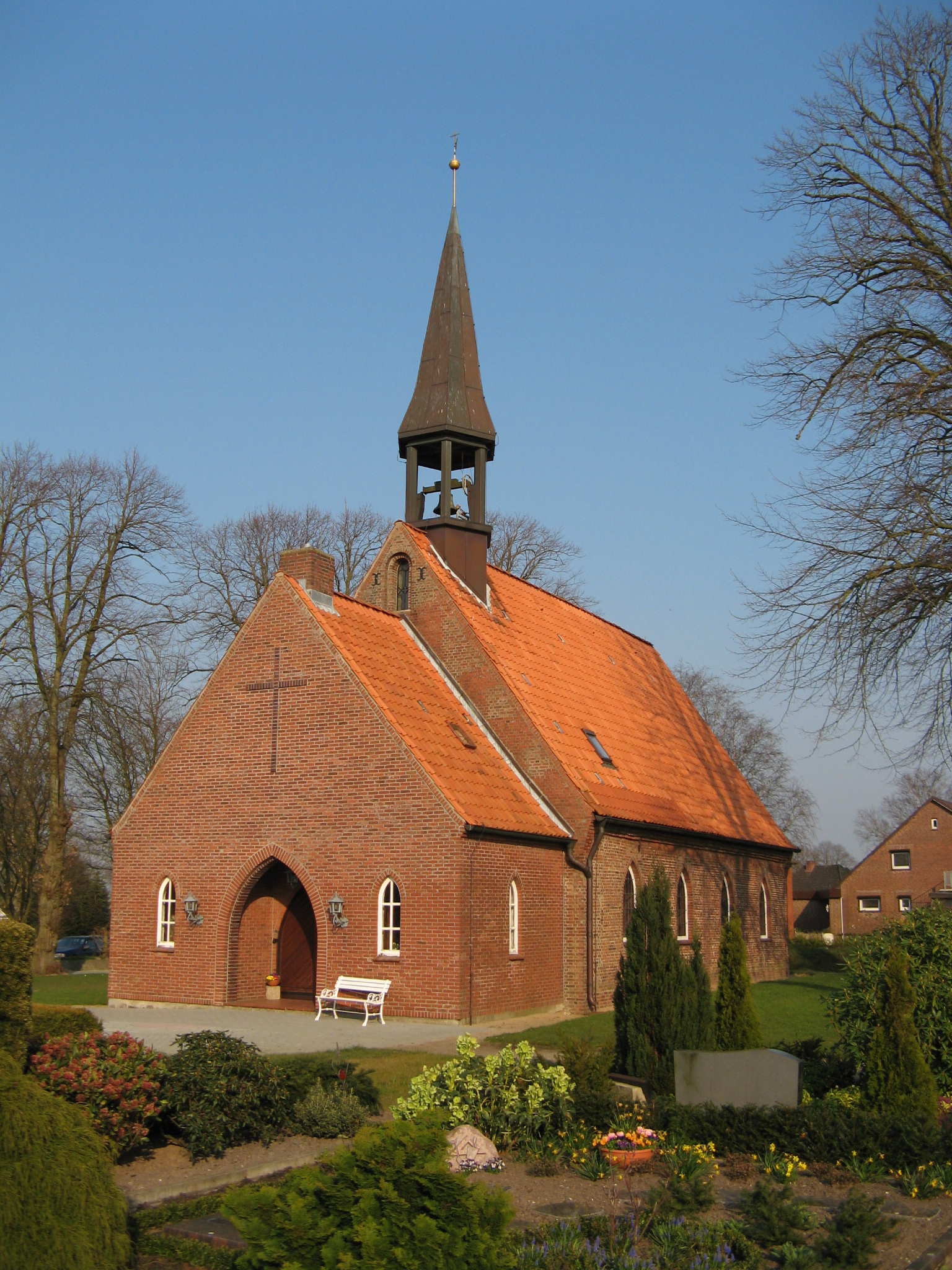
Kirche zum Heiligen Kreuz in Windbergen (2007)

Die Kirche Heilig Kreuz in der Gemeinde Windbergen im Kreis Dithmarschen in Schleswig-Holstein gehört zur Kirchengemeinde Windbergen-Gudendorf im Kirchenkreis Dithmarschen der Evangelisch-Lutherischen Kirche in Norddeutschland. Sie ist ein geschütztes Kulturdenkmal mit der Objekt-ID 3926 im Denkmalschutzgesetz. Das in der Kirche aufgestellte kleine romanische Messingkreuz war vor der Reformation Ziel einer Wallfahrt.

## Geschichte
Windbergen gehörte im Mittelalter zum Kirchspiel Meldorf. Ein auf einem Acker gefundenes Kruzifix aus Messing gab den Anlass zum Bau einer Wallfahrtskapelle. Wann das Kreuz gefunden wurde, ist nicht bekannt. Möglicherweise verweist die Nennung eines Priesters in Windbergen 1449 darauf, dass die Christusfigur bereits zu dieser Zeit verehrt wurde. Erstmals erwähnt sind Kreuz und Kapelle in einer Urkunde vom 7. Mai 1495. Demnach wurde die Kapelle mit Unterstützung des Meldorfer Priesters Bertold Vinck errichtet, jedoch ohne die Zustimmung des Hamburger Domkapitels. Das Domkapitel fürchtete Verlust von Einnahmen aus dem ihm unterstehenden Kirchspiel Meldorf. Es erklärte, dass Laien weder berechtigt seien, Gegenstände als verehrungswürdig zu erklären noch ohne obrigkeitliche Zustimmung Kirchen zu bauen, und wollte den Abriss der Kapelle erzwingen. Die Windbergener vertrieben die Domherren jedoch. Deren Eingabe an den für Dithmarschen zuständigen Erzbischof Heinrich II. von Bremen blieb erfolglos. Kapelle und Wallfahrt blieben bestehen. Die Wallfahrt zum Heiligen Kreuz erfreute sich bis zur Reformation, die in Dithmarschen am 31. Mai 1533 eingeführt wurde, großer Beliebtheit.
Als lutherische Pfarrkirche erhielt die Kirche eine neue Kirchenausstattung. An der Stelle der Wallfahrtskapelle wurde 1742 eine kleine Saalkirche aus Backsteinen gebaut. Finanziert wurde der Bau durch eine Kollekte in den Herzogtümern Schleswig und Holstein sowie einer Schenkung des dänischen Königs. Die Prinzipalstücke wurden aus der alten Kirche übernommen. Die bisherige Kanzel und Teile des Altars wurden in den neuen Kanzelaltar integriert.

## Bau
Die Saalkirche besteht aus einem Langhaus und einem 1889 vor den Westgiebel gesetzten eingezogenen Anbau im Westen mit dem Portal zum Vestibül. Aus dem Satteldach des Langhauses erhebt sich im Westen ein sechseckiger, offener Dachreiter, in dem eine Glocke hängt und der mit einem spitzen Helm bedeckt ist.

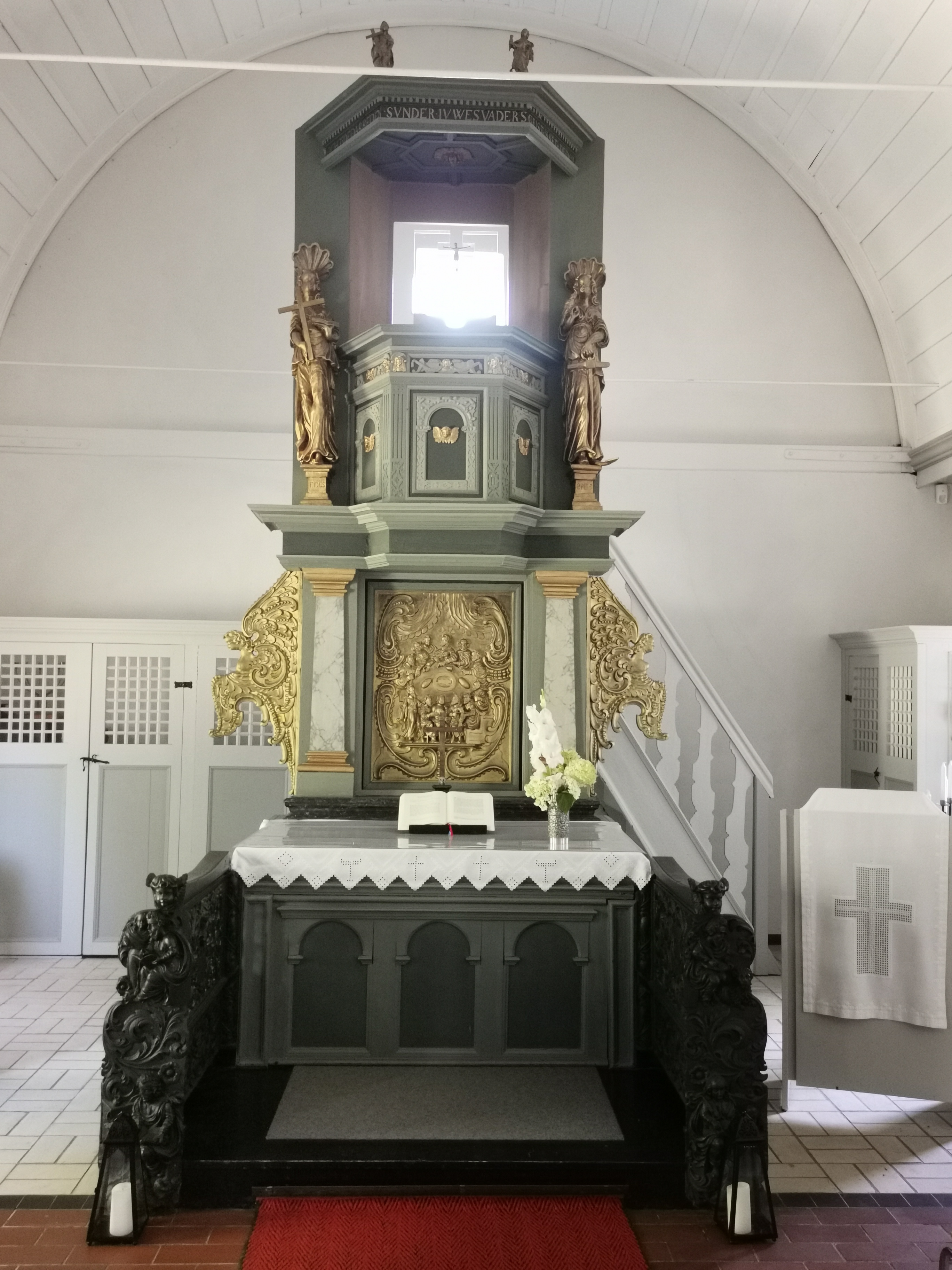
Kanzelaltar mit dem mittelalterlichen Kruzifixus (2020)

Der Innenraum des Langhauses ist mit einer hölzernen Tonnendecke überspannt. Bei der Renovierung 1962 wurde das Gestühl von 1742 entfernt und durch neubarocke Bänke aus der Pauluskirche in Brunsbüttel ersetzt. Aus den Wänden des alten Beichtstuhls erhielt der zuvor freistehende Altar eine Rückwand. Von dem alten Gestühl, darunter drei Priechen, die sich fünf wohlhabende Bauern Mitte des 18. Jahrhunderts auf eigene Kosten an der Südwand hatten einbauen lassen,  ist nur ein mit Schnitzarbeiten und den Namen der Besitzer versehenes Brett des Gestühls der Vogdemannen von 1744 erhalten, das unter der Empore aufgehängt ist. 1999 und 2013 fanden weitere Renovierungen statt. Dabei wurde 2013 ein neues Fenster in die Ostwand gebrochen, durch das das Licht von hinten auf das nun auf der Kanzel aufgestellte mittelalterliche Kreuz fällt. An der Nordwand wurde ein Fenster durch eine Tür ersetzt.

## Ausstattung

### Christusfigur
Der in der Urkunde von 1495 erwähnte romanische Christuskorpus ist die älteste erhaltene Christusfigur im Bereich der ehemaligen Nordelbischen Kirche. Die Figur wurde vermutlich im 11. Jahrhundert im Gelbgussverfahren hergestellt. Das Material stammt vermutlich vom Rammelsberg bei Goslar, weshalb angenommen wird, dass sie in Niedersachsen hergestellt wurde. Sie ist nur 14,5 Zentimeter groß und stilistisch der Ottonischen Kunst zuzuordnen. Wie zu dieser Zeit üblich und beispielsweise auch an dem wohl nur wenig älteren Helmstedter Kreuz zu sehen, ist der Gekreuzigte nicht als Leidender und Sterbender dargestellt, sondern steht mit einem knielangen Lendenschurz bekleidet und mit gerade ausgebreiteten Armen und nur leicht zur rechte Schulter hin geneigtem Kopf auf beiden Füßen. Dass keine Wundmale zu erkennen sind, liegt wahrscheinlich an der einfachen Herstellungsart. Die Messingfigur weist noch Reste einer Vergoldung auf. Die Hände und der rechte Arm sind beschädigt. Vermutlich war der Christuskorpus ursprünglich an einem Altar- oder Vortragekreuz befestigt gewesen, von dem ein Dieb die Figur in der Annahme, sie sei aus purem Gold, gewaltsam abgerissen hatte. Die Korrosionsspuren lassen vermuten, dass sie bis zur Auffindung längere Zeit im Boden lag.
Der Kruzifixus diente seit der Reformation als Altarkreuz und wurde dafür 1742 an einem barocken Holzkreuz befestigt. Seit 2014 ist er in einem von Matthias Gangkofner geschaffenen „immateriellen Kreuz“ auf der Kanzel aufgestellt, in dem er zu schweben scheint.

### Kanzelaltar
Der Kanzelaltar von 1742 ist aus einer schlichten Kanzel aus dem frühen 17. Jahrhundert und den Resten eines barocken Altarretabels zusammengesetzt. Von dem Jürgen Heitmann dem Jüngeren zugeschriebenen Retabel stammen das Relief unter dem Kanzelkorb, das das letzte Abendmahl Jesu mit seinen Jüngern darstellt, die Knorpelwerkanschwünge und zwei den Kanzelkorb rahmende Schnitzfiguren der Tugenden Fides (Glaube) und Spes (Hoffnung). Der Schalldeckel trägt eine niederdeutsche Inschrift. Unter der barocken Holzverkleidung hat sich die ursprüngliche Mensa von 1495 erhalten. Sie steht genau über der Fundstelle des Kreuzes. Innen ist sie hohl, so dass der Blick auf den Fundort gewahrt blieb. Gerahmt wird der Altar von im Stil des Akanthusbarock geschnitzten Altarschranken von 1709, die neben Abbildern der vier Evangelisten das Spiegelmonogramm und Wappen des Stifters aus dem Geschlecht der Vogdemannen zeigt. Die Fassung von 1742 wurde bei der Renovierung 1999 wieder hergestellt. Ein gotisches Kreuz aus dem 16. Jahrhundert, das den Barockaltar bekrönt hatte, ist an der Orgelempore im Westen der Kirche angebracht. Hinter dem ursprünglich freistehenden Altar steht ein Opferstock, in den die Gemeindeglieder bei dem damals üblichen Umgang um den Altar bei der Abendmahlsfeier ihre Spenden einwarfen.

### Taufbecken
Auch das spätgotische Taufbecken aus Sandstein stammt noch aus der Vorgängerkirche. Die achteckige Kuppa ist kaum breiter als die tragende Säule und mit einem Durchmesser von 47 cm zu klein, um das zu taufende Kind ganz darin unterzutauchen. Der Stein ist mit einer Marmorierung bemalt. Die nachträglich angebrachte Inschrift am oberen Rand lautet „Marc: 10, 14. Laszet die Kindlein zu mir kommen“.

## Orgel
Die Kirche hatte noch 1855 keine Orgel. 1859 erwarb die Gemeinde ein gebrauchtes Instrument vom Orgelbauer Wohlien. Diese 1890 umgebaute Orgel wurde um 1960 durch ein neues Instrument von Alfred Führer ersetzt.

## Gemeinde und Pastoren
Ein eigenständiges Kirchspiel wurde Windbergen wohl erst nach der Reformation. Das ganz vom Kirchspiel Meldorf umgebene Kirchspiel umfasste anfangs nur das Dorf Windbergen. 1937 wurde die Kirchengemeinde Windbergen mit Barlt zusammengelegt. Diese Pfarrstelle wurde 1974 mit der Kirchengemeinde Meldorf als deren fünfte Pfarrstelle verbunden. 2003 wurden die Pfarrbezirke neu zugeschnitten. Seitdem ist Windbergen wieder eine unabhängige Kirchengemeinde und umfasst auch Gudendorf.
Bekannte Pastoren waren:
- Lambert (II) Alardus war ab 1705 Pastor in Windbergen und verließ die Gemeinde 1712 im Streit.[18]
- Der spätere Generalsuperintendent für Schleswig Christoph Karl Julius Asschenfeldt hatte von 1819 bis 1824 seine erste Pfarrstelle in Windbergen. Nach seinem Weggang stifteten er und seine Frau der Kirche einen Altarleuchter.[14]
- Sein Nachfolger Anton Nikolaus Martens wurde schon 1827 Pastor in Burg und 1843 Propst von Dithmarschen.

- Der Landeshistoriker Dietrich Stein (* 1948), 1988–2013 Pastor in Barlt und Windbergen, erforschte u. a. die Geschichte des Kreuzes[19] und den Verlauf des Jakobsweges durch Dithmarschen. Er diente der Neocorus-Skulptur in Büsum als Vorbild.[20]

## Sage
Die Auffindung des Kreuzes wurde in der Sage dramatisch ausgeschmückt. Demnach ließ sich der Pflug an der Stelle, an der das Kreuz vergraben war, nicht weiterbewegen, obwohl der Bauer immer mehr Ochsen davorspannte. Schließlich grub er nach und entdeckte das kleine Kreuz. Er nahm es mit nach Hause und versteckte es in einer Lade. Doch als er am nächsten Tag die unterbrochene Arbeit auf dem Feld fortsetzen wollte, lag das Kreuz wieder an seinem alten Platz. Das wiederholte sich mehrmals. Der Bauer glaubte den Verstand zu verlieren. Erst als er seinen Fund seinen Nachbarn zeigte und man übereinkam, am Fundort eine Kapelle zu errichten, kam er wieder zu Sinnen.

## Pilgerwege
Seit 2013 finden wieder ökumenische Wallfahrten nach Windbergen statt. Im Gemeindehaus der Kirche befindet sich ein Pilgerzentrum auf dem Dithmarscher Jakobsweg, einem Teilstück der Via Jutlandica. Als Erweiterung des Jakobsweges wurde 2016 ein 4 km langer, von der Kirche ausgehender Franziskusweg eingerichtet, der mit vier Andachtsstationen durch das Waldgebiet Windberger Heese vorbei an bronzezeitlichen Grabhügeln führt.